# Донован, Лэндон
Лэ́ндон Ти́моти До́нован (англ. Landon Timothy Donovan; род. 4 марта 1982, Онтэрио, Калифорния, США) — американский футболист, атакующий полузащитник и нападающий. Известен выступлением за клуб «Лос-Анджелес Гэлакси» в MLS. Лучший бомбардир в истории сборной США. Лучший распасовщик лиги MLS за всю её историю.

## Ранние годы
Донован родился 4 марта 1982 года в Онтэрио, Калифорния. Его мать звали Донна Кенни-Кэш, по профессии она была учительницей, отца звали Тим Донован, он был полупрофессиональным хоккеистом родом из Канады. У футболиста есть сестра Тристен.
Когда Доновану было шесть лет, его мать позволила ему вступить в футбольную академию. В первой же игре он забил семь мячей. Донован играл за команду «Кэл Хит», которая базировалась на Ранчо-Кукамонга, ею руководил тренер Клинт Гринвуд. В 1997 году Донован был принят в рамках футбольной программы США по развитию молодёжных и олимпийских команд в юниорскую сборную. Он учился в высшей школе в Калифорнии.
В 1999 году Донован перешёл в «Академию IMG», Брейдентон, Флорида, это было частью учебной программы США по футболу. Во время пребывания в IMG Донован чуть было не потерял ногу из-за крокодила, странным образом оказавшегося на поле для игры в гольф, где Донован любил расслабляться после тренировок.

## Клубная карьера

### «Байер Леверкузен» и «Сан-Хосе Эртквейкс»

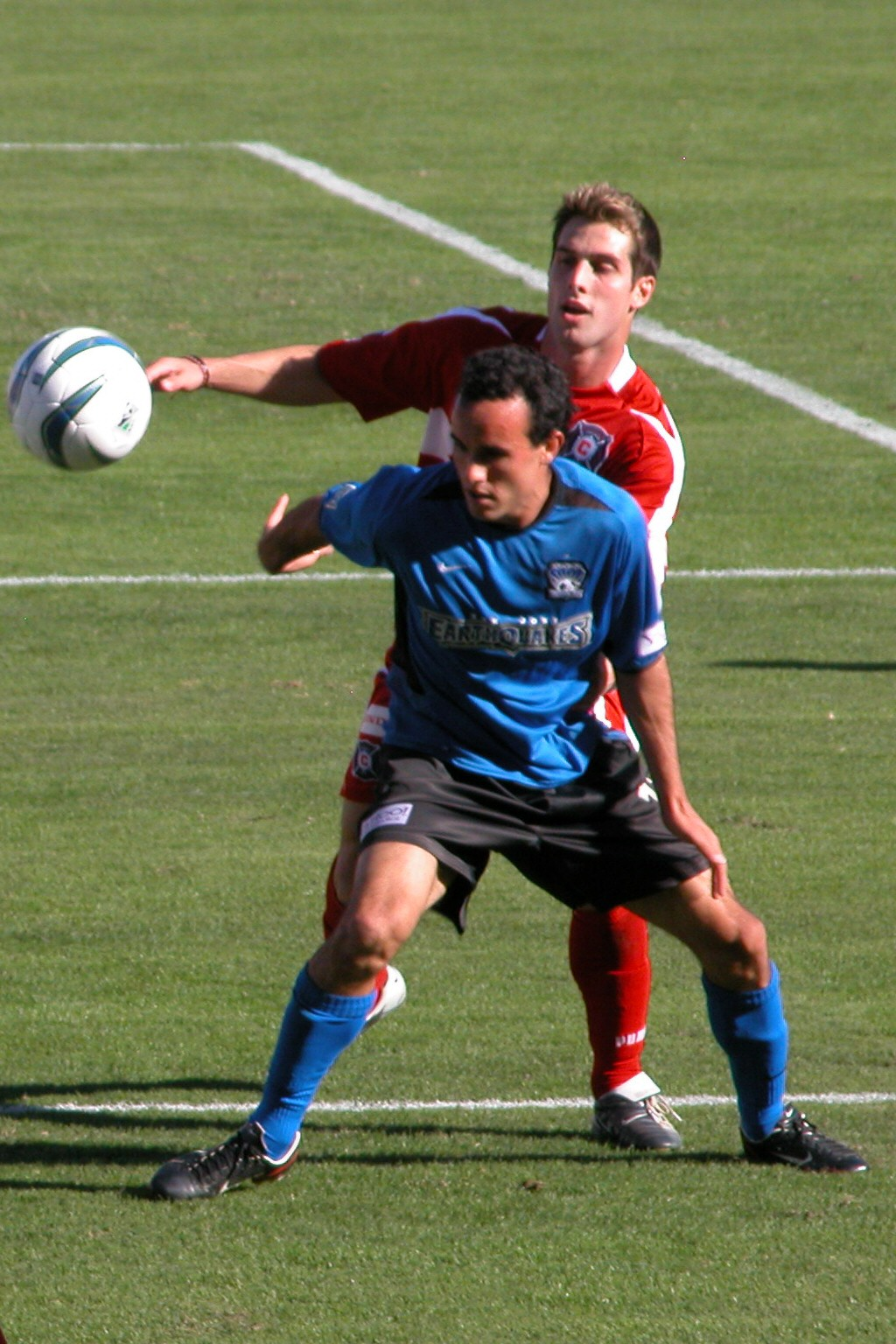
Донован в составе «Сан-Хосе Эртквейкс» в матче Кубка MLS 2003

Позже, в 1999 году, Донован подписал шестилетний контракт с немецким клубом «Байер», спортивный директор которого, Михаэль Решке, заметил его на молодёжном турнире в Европе.
Недовольный своим положением в Германии, он был отдан в аренду в «Сан-Хосе Эртквейкс» из Major League Soccer в 2001 году. В MLS Донован получил мгновенный успех, он помог «Эртквейкс» выиграть кубок MLS в 2001 и 2003 годах, таким образом Донован стал одним из самых узнаваемых футболистов в США. В течение четырёх сезонов в лиге он забил 32 гола и отдал 29 передач, также он забил 10 голов и сделал шесть передач в плей-офф. Донован был признан футболистом года США в 2003 году.
В 2004 году Донован стал первым человеком, получавшим титул футболиста года в США три раза подряд. В 2005 году он снова вернулся в «Байер». После семи игр в Леверкузене, в которых Донован только дважды выходил на поле с первых минут, он заявил о своём намерении вернуться в MLS. Несмотря на позднее предложение от английского клуба «Портсмут», руководство «Байера» оставило право выбора за Донованом. Однако менеджер «Сан-Хосе Эртквейкс», Алекси Лалас устроил чистку команды, права на Донована были переданы «Лос-Анджелес Гэлакси», команде из его родного штата, также был продан в «Даллас» лучший бомбардир команды, Карлос Руис, чистку спровоцировали скорее финансовые, чем кадровые вопросы.

### «Лос-Анджелес Гэлакси»
В свой первый сезон с «Гэлакси» Донован забил двенадцать голов и отдал десять передач, кроме этого, он забил четыре гола и сделал голевую передачу в плей-офф, в том сезоне «Гэлакси» выиграл Кубок MLS (третий в истории клуба на сегодняшний день). Он был зачислен в сборную MLS всех времён по окончании сезона. В своём втором сезоне с «Гэлакси» Донован забил двенадцать голов и сделал восемь передач. Он также забил три гола в Открытом кубке США. Несмотря на это, Доновану и его команде не удалось выйти в плей-офф, также они проиграли в Открытом кубке «Чикаго Файр». Результативность Донована сделала его вторым лучшим бомбардиром плей-офф MLS с четырнадцатью голами после Карлоса Руиса с пятнадцатью.
После подписания и прибытия в клуб Дэвида Бекхэма Донован отказался от капитанской повязки в пользу английской суперзвезды. В 2007 году он стал лучшим бомбардиром Североамериканской суперлиги. Донован забил по голу в каждом из матчей, за исключением финала. На тот момент у него в активе было восемьдесят четыре гола за всё время выступлений в лиге, что сделало его седьмым бомбардиром в её истории. Несмотря на то, что сезон 2008 года был сплошным разочарованием для «Гэлакси», это был рекордный год для Донована, он забил двадцать голов и отдал девять передач в двадцати пяти играх, он сформировал сильную атакующую связку с Дэвидом Бекхэмом и Эдсоном Баддлом.

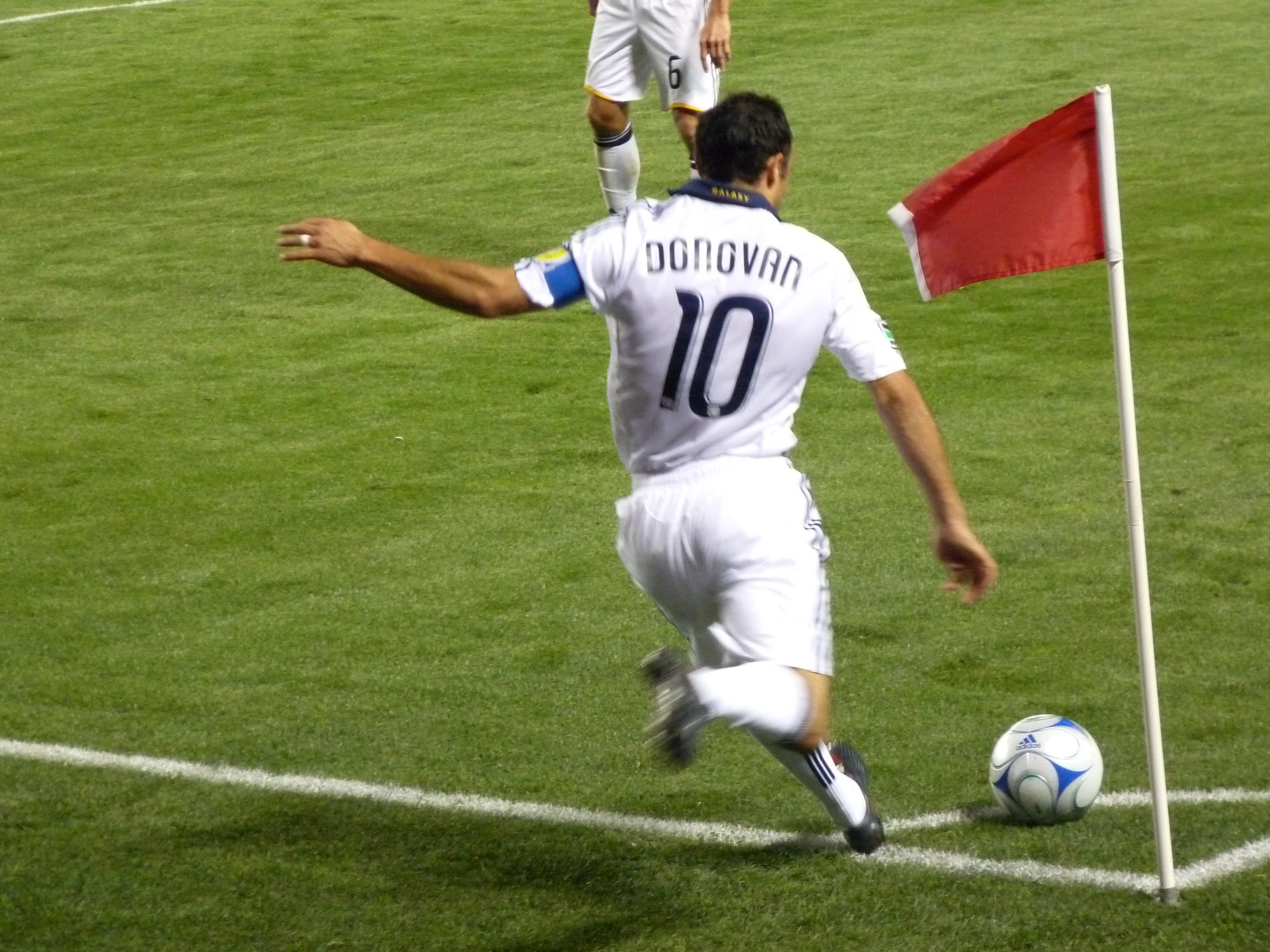
Донован подаёт угловой

После того, как бывший тренер сборной, Брюс Арена, был назначен тренером «Гэлакси», а Бекхэм присоединился к «Милану» на правах аренды в начале 2009 года, Донован снова получил должность капитана клуба на постоянной основе. В июле 2009 года Донована как хвалили, так и критиковали за его замечания относительно игры Бекхэма в интервью для «Sports Illustrated», статья называлась «Эксперимент Дэвида Бекхэма» (англ. The David Beckham Experiment), в ней Бекхэм был назван ненадёжным капитаном и товарищем по команде. Позже Донован извинился перед своим товарищем по команде за то, что начал обсуждать внутриклубные дела с прессой и выносить их за пределы команды. Игроки примирились, и в середине сезона Бекхэм вернулся в Лос-Анджелес, тем временем Донован провёл блестящую кампанию 2009 года, став самым ценным игроком MLS и забив лучший гол в MLS 2009 года. Также он помог «Гэлакси» выйти в финал Кубка MLS 2009, который они проиграли в серии пенальти. После окончания сезона Донован согласился продлить контракт с «Гэлакси» на четыре года с условием возможности аренды на период межсезонья MLS. 1 августа 2010 года Донован забил 100-й гол в MLS. 18 сентября 2010 года он стал лучшим бомбардиром в истории «Лос-Анджелес Гэлакси».
У клуба была ещё одна серия успешных выступлений в 2010 году, которая ознаменовалась долгожданной победой в Supporters’ Shield после семилетнего перерыва. В этой кампании Донован забил 7 голов и отдал 16 голевых передач. В серии плей-офф «Гэлакси» уступил «Далласу» в полуфинале со счётом 3:0.
В 2011 году «Гэлакси» снова выиграл Supporters’ Shield. В финале Кубка MLS 2011 Донован забил победный гол на 72-й минуте в ворота «Хьюстон Динамо», этот титул стал для команды четвёртым. Донован был снова признан самым ценным игроком MLS.
В октябре 2012 года Донован выразил желание отдохнуть от футбола, ссылаясь в качестве основной причины на физическое и психическое истощение, поэтому в тот период он редко появлялся на поле. В финале Кубка MLS 2012 «Гэлакси» предстоял матч с «Хьюстон Динамо», соперники команды Донована надеялись на реванш после поражения с минимальным счётом в Supporters’ Shield. Лэндон реализовал пенальти на 65-й минуте игры, чем вывел «Гэлакси» вперёд (2:1). Этот гол был пятым для Донована в финале Кубка MLS. «Гэлакси» выиграл свой второй подряд кубок, победив со счётом 3:1 в финале.
Донован снова стал тренироваться с «Гэлакси» 25 марта 2013 года и дебютировал в сезоне через пять дней в матче против «Торонто», выйдя на замену на 61-й минуте. Однако по его возвращении было объявлено, что он будет вынужден отказаться от капитанской повязки в пользу Робби Кина на сезон 2013 года. Оформив дубль в ворота «Чивас США», Донован сравнялся с Джеффом Каннингемом в списке лучших бомбардиров MLS и делил с ним первое место. 25 мая 2014 года Донован оформил дубль в матче с «Филадельфия Юнион», таким образом он побил рекорд Каннингема и стал лучшим бомбардиром в истории MLS. 7 августа 2014 года Донован объявил, что завершит карьеру по окончании сезона 2014 года в MLS.

#### Аренда в другие клубы

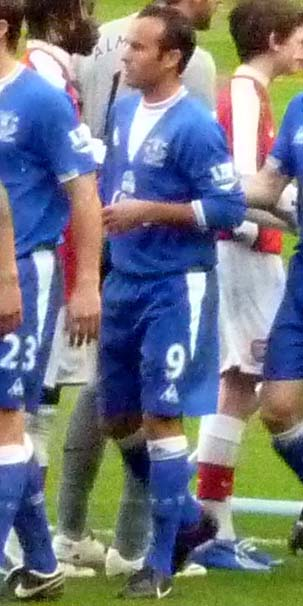
Донован в составе «Эвертона» перед матчем с «Арсеналом»

В ноябре 2008 года Донован тренировался с «Баварией», также он играл за клуб на правах аренды до начала сезона MLS 2009 в середине марта. Во время своего пребывания в «Баварии» Донован сыграл пять товарищеских матчей, в которых забил четыре гола, ровно столько же Донован сыграл и матчей лиги, в том числе один в кубке Германии. В конце срока аренды «Бавария» отказалась продлить его контракт.
После того, как сезон MLS 2009 закончился, Донован присоединился к клубу английской Премьер-лиги, «Эвертон», на правах аренды в январе 2010 года, хотя было заманчивое предложение присоединиться к своим американским товарищам в «Фулхэме». За этот период он сыграл в сумме тринадцать матчей и забил два гола, также он был признан игроком клуба месяца за удачные выступления в январе. «Эвертон» был заинтересован в продлении арендной сделки, но «Гэлакси» отказался, и Донован вернулся в США как раз к началу сезона MLS 2010 года. «Эвертон» также хотел подписать Донована в летнее трансферное окно, но из-за отсутствия средств официальное предложение так и не поступило.
Соглашение было оформлено в декабре 2011 года, что означало для Донована ещё два месяца в «Эвертоне», начиная с января 2012 года. Донован отметил своё возвращение в «Эвертон» дебютом 4 января 2012 года в матче против «Болтон Уондерерс», «Эвертон» проиграл со счётом 2:1. В своей третьей игре в аренде он забил единственный гол «Эвертона», чем помог вырвать ничью со счетом 1:1 в матче против «Астон Виллы» 14 января 2012 года. 27 января 2012 года Донован сделал дубль, чем помог оформить победу над «Фулхэмом» в четвёртом раунде Кубка Англии со счётом 2:1. 31 января 2012 года он отдал голевую передачу на Даррона Гибсона, точный удар которого принёс победу над «Манчестер Сити». 11 февраля Донован увеличил серию голевых пасов до 7, когда он ассистировал Денису Страккуалурси в матче с «Челси», который закончился проигрышем последнего со счётом 2:0.
4 августа 2014 года Донован заявил об уходе из спорта по окончании сезона MLS 2014.

### Возобновление карьеры и возвращение в «Гэлакси»
8 сентября 2016 года «Лос-Анджелес Гэлакси» объявил, что Донован возобновил карьеру и доиграет за команду оставшуюся часть сезона (шесть матчей регулярного чемпионата и последующие потенциальные матчи плей-офф).

Донован объяснил, что на его решение вернуться повлияла ситуация с травмами в «Гэлакси»: 
«Две недели назад я работал комментатором-аналитиком матча „Лос-Анджелес Гэлакси“ — „Ванкувер Уайткэпс“ и во время игры три основных игрока получили травмы: Йелле Ван Дамме, Стивен Джеррард и Гьяси Зардес. Через несколько дней Найджел де Йонг перешёл в „Галатасарай“ и стало известно, что Зардес пропустит концовку сезона из-за травмы. С момента завершения моей карьеры я поддерживаю близкий контакт с руководством и игроками „Гэлакси“. В ту неделю я разговаривал с ними и они в шутку спросили, если я готов вернуться, чтобы помочь клубу. Я напомнил, что не участвовал в серьёзных матчах уже почти два года и не смог бы полностью заменить потерянных игроков. В последующие дни я серьёзно задумался об их предложении и решил, что возможно я действительно должен принять решение вернуться. „Гэлакси“ мне очень дорог и я считаю что смогу внести небольшую лепту на пути клуба к шестой победе в чемпионате MLS.»
11 сентября 2016 года Лэндон Донован вышел на замену на 83 минуте в матче против «Орландо Сити». Так как традиционный для Лэндона номер 10 был закреплен в команде за Джовани дос Сантосом, Донован выбрал себе номер 26, под которым начал свою карьеру в «Байер 04» в 1999 году.
Уже во втором матче после возвращения Лэндон забил гол. 18 сентября 2016 года, в матче против «Спортинг Канзас-Сити», Донован вышел на замену на 74 минуте и на 76 минуте успешно пробил по воротам.
В целом, Донован сыграл во всех шести оставшихся матчах регулярного чемпионата сезона 2016, а также в последующих трёх матчах турнира плей-офф. В пяти из матчей Лэндон был игроком стартового состава. По окончании турнира плей-офф Донован объявил о завершении карьеры во второй раз.

### «Леон»
12 января 2018 года Донован подписал контракт с командой чемпионата Мексики «Леон», возобновив карьеру во второй раз. Он дебютировал в Лиге MX 10 февраля 2018 года, выйдя на замену на 83-й минуте в матче с «Пуэблой», его клуб победил со счётом 2:1. Он забил первый гол за клуб 24 марта 2018 года в товарищеском матче против своей бывшей команды, «Сан-Хосе Эртквейкс». 17 июня 2018 года руководство «Леона» объявило, что они решили досрочно расторгнуть контракт с Донованом.

### «Сан-Диего Соккерс»
24 января 2019 года Донован подписал контракт с «Сан-Диего Сокерс» из Major Arena Soccer League. 15 февраля он помог клубу победить со счётом 6:4 «Такома Старз», отдав голевую передачу, — это был дебют Донована в MASL. В следующей игре он оформил дубль за «Соккерс», открыв счёт всего через 12 секунд после стартового свистка матча с «Тарлок Экспресс». Его команда победила со счётом 13:2. Донован попал в символическую сборную 14-го тура, а также стал лучшим новичком сезона в лиге.

## Карьера в сборной

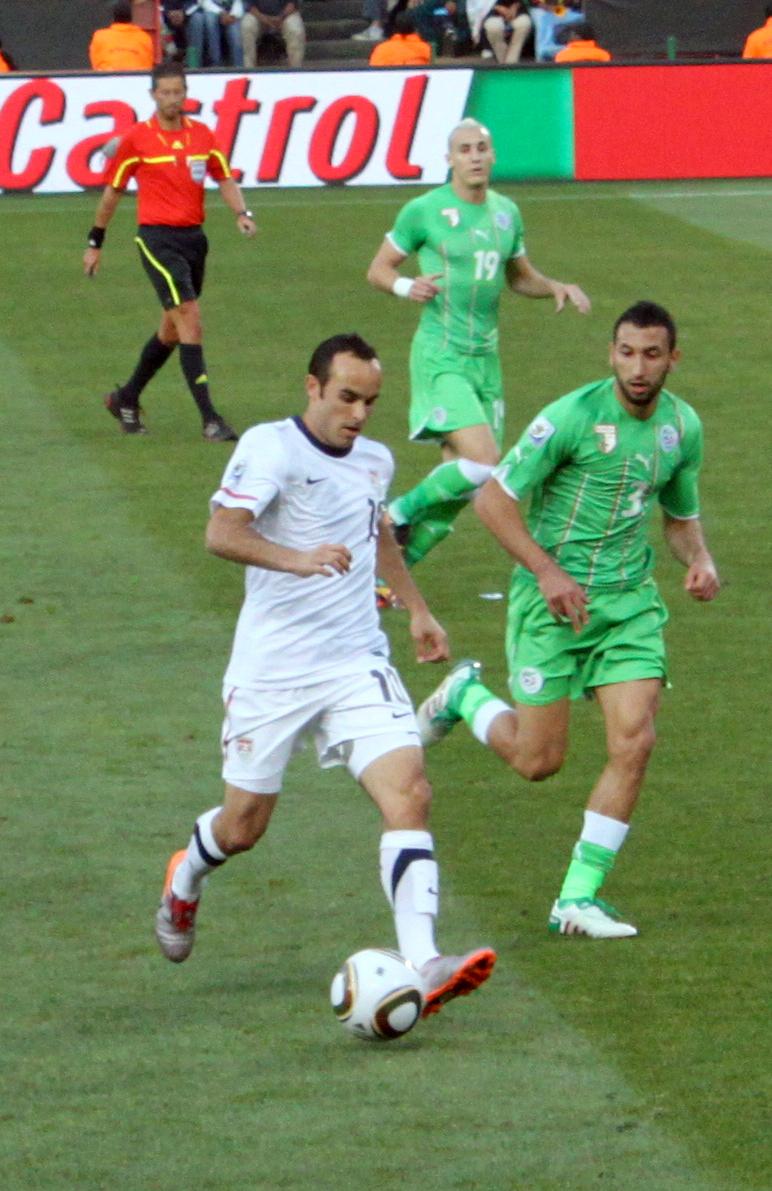
Донован (слева) в матче против Алжира на ЧМ-2010

Донован был членом «Академии IMG», Брейдентон, Флорида, которая целенаправленно работала по программе подготовки кадров для сборной. Он выиграл Золотой мяч на чемпионате мира среди юношеских команд 1999 как лучший игрок турнира. Два года он играл за сборную США U-17 и забил тридцать пять голов в сорок одном матче. С 1999 года он выступал в сборную США U-23, его первый гол на этом уровне стал победным в матче за третье место на Панамериканских играх 1999 года, где была обыграна Канада (2:0). Несмотря на это, он играл за сборную США U-20 в 2001 году. 20 марта 2001 года он был вовлечен в сокрушительное столкновение с Марвином Ли, капитаном молодёжной сборной Тринидада и Тобаго. Это произошло в матче квалификационного турнира чемпионата мира среди сборных до 20 лет, проходящим в Тринидаде. В ходе игры Ли ударил Донована головой в бок. В результате случившегося Ли получил травмы шеи и позвоночника, его парализовало, а у Донована были сломаны несколько рёбер. В 2003 году Ли скончался от осложнений в связи с полученными травмами.
Донован дебютировал в финальной стадии чемпионата мира в 2002 году, началось всё с неожиданной победы над одним из фаворитов турнира, Португалией, со счётом 3:2. Донован сделал фланговую подачу на 29-й минуте, предварительно обойдя защитника Жорже Кошту, эта подача помогла удвоить преимущество американцев (2:0). Позже Донован забил свой первый гол на чемпионате мира, на 83-й минуте в ворота Польши в третьем матче группового этапа, однако это был лишь гол престижа, Польша выиграла со счётом 3:1. Затем он забил свой второй гол в турнире, который помог одержать победу над соседями, Мексикой, со счётом 2:0. Хотя США проиграли с минимальным счётом Германии в четвертьфинале, Донован позже был назван «Лучшим молодым игроком» турнира.
19 июля 2003 года Донован сделал покер в матче против сборной Кубы (общий счёт 5:0).
В 2006 году он стал лидером сборной Соединенных Штатов по количеству голевых передач, предыдущим рекордсменом был Коби Джонс.
Донован был членом сборной США на чемпионате мира 2006, на котором американцы не прошли групповой этап. Он привёл США к победе в Золотом кубке КОНКАКАФ 2007, забив 4 гола, в том числе решающий с пенальти, который принёс победу со счётом 2:1 над Мексикой в финале. 19 января 2008 года Донован забил свой 35-й международный гол в матче против Швеции, побив рекорд Эрика Виналды по количеству голов за сборную. Он сыграл свой сотый матч за сборную в возрасте 26 лет 8 июня 2008 года, им стал товарищеский матч против Аргентины, который закончился сухой ничьей, Донован стал четвёртым самым молодым человеком, покорившим этот рубеж.
Донован был капитаном сборной США на групповом этапе Кубка конфедераций ФИФА в 2009 году, должность освободилась из-за травмы Карлоса Боканегры. Он забил пенальти в матче против Италии вскоре после того, как его команда была вынуждена играть вдесятером, он также забил в финальном матче против Бразилии, что не спасло его сборную от поражения (2:3 в пользу Селесао). 10 октября 2009 года Донован забил со свободного удара, чем принёс победу США со счётом 3:2 над Гондурасом в Сан-Педро-Сула, это был последний матч квалификации к чемпионату мира 2010.
Донован был включён в состав команды на чемпионат мира 2010 и сыграл все игры группового раунда. Он забил в ворота Словении, чем сравнял счёт (2:2), а также забил единственный гол в ворота Алжира. Хорошая игра Донована и его товарища по команде, Клинта Демпси, помогла США выиграть группу впервые с 1930 года. 23 июня 2010 года в решающем 3-м матче групповой стадии чемпионата мира в ЮАР удар Донована на 91-й минуте принёс победу со счётом 1:0 в матче с Алжиром и вывел сборную США в 1/8 финала. Донован забил пенальти в ворота Ганы, но США проиграли со счётом 2:1 после дополнительного времени и на этом закончили своё выступление. Голы Донована на ЧМ-2010 сделали его самым результативным игроком США в истории чемпионата мира, и третьим американцем, забившим на более чем одном чемпионате мира (другими были Брайан Макбрайд и Клинт Демпси). Его пять голов на мундиале стали лучшим показателем среди игроков команд КОНКАКАФ.
26 мая 2012 года Донован оформил хет-трик в товарищеском матче со сборной Шотландии, его команда одержала победу со счётом 5:1.
После пропуска первых трёх игр отбора на чемпионат мира 2014 года в связи с добровольным отпуском Донован не вызывался Юргеном Клинсманом на июньские отборочные игры, несмотря на то, что он снова стал играть в марте 2013. Тем не менее, Донован был вновь призван в сборную на Золотой кубок КОНКАКАФ 2013 года, который начался в июле. 5 июля 2013 года Донован стал первым игроком в истории США и четвёртым футболистом в КОНКАКАФ, достигшим показателя в 50 голов на международном уровне, это случилось после дружеского матча против Гватемалы в рамках подготовки к Золотому кубку за несколько дней до начала турнира. Четыре дня спустя Донован стал первым игроком сборной США, забившим 50 голов и сделавшим 50 передач, после победы над Белизом со счётом 6:1 в Золотом кубке КОНКАКАФ, в этом матче он забил один гол и отдал две голевые передачи.
Донован был вновь включён в основной состав сборной в сентябре 2013 на отборочные матчи ЧМ-2014 против Коста-Рики и Мексики, сыграв полные 90 минут в обоих из них. В матче против Мексики Лэндон отличился голевой передачей с углового Эдди Джонсону, который открыл счёт на 57-й минуте. На 78-й минуте Донован увеличил счёт до 2:0, отправив мяч в ворота и гарантировав сборной место на чемпионате мира.
12 мая 2014 года Юрген Клинсман включил Донована в предварительный список из тридцати футболистов, претендующих на поездку на ЧМ-2014. 22 мая 2014 года, при оглашении финального списка 23-х игроков сборной, Донован в состав включён не был.
10 октября 2014 года Донован сыграл в прощальном матче за сборную США в товарищеской встрече против сборной Эквадора. Лэндон стартовал в повязке капитана и провёл на поле 40 минут, создав несколько опасных моментов и попав в штангу.
В 2019 году Донован был вызван в сборную США по шоуболу на товарищеский матч против Мексики.

## Стиль игры
Среди преимуществ Донована следует отметить скорость, прямолинейность; умение сыграть как правой ногой, так и левой; постоянную готовность принести пользу команде. По словам самого Донована, он старается быть предсказуемым для своих партнёров по команде и непредсказуемым для соперников. В разных странах, где играл Донован, ему приходилось приспосабливаться к местной футбольной философии. Так в Германии нужно было чётко следовать схемам тренера и занимать определённую позицию на поле с определёнными задачами, в Англии же преобладал атлетичный, местами силовой футбол. В сборной Донован нередко берёт инициативу на себя, демонстрируя свою технику.

## Футбольная деятельность
В июне 2019 года Донован вместе с Уорреном Смитом, сооснователем «Сакраменто Рипаблик», объявили о создании клуба USL в Сан-Диего. Дебют нового клуба в лиге был намечен на 2020 год. Уоррен стал президентом клуба, а Донован — исполнительным вице-президентом по футбольным операциям. 2 ноября 2019 года клуб получил название — «Сан-Диего Лойал». 14 ноября 2019 года Донован также занял должность главного тренера клуба.
17 июня 2021 года было объявлено, что Донован был назначен стратегическим советником «Линкольн Сити». Он работает с советом директоров, исполнительным директором Лиамом Скалли и спортивным директором Джезом Джорджем над расширением сети партнёрских отношений клуба, в частности в Северной Америке.
2 декабря 2022 года Донован был назначен вице-президентом «Сан-Диего Лойал». Помощник тренера Нейт Миллер заменил Донована на посту главного тренера. 23 октября 2023 года «Сан-Диего Лойал» был расформирован, причиной стала невозможность найти стадион и место в MLS для команды из Сан-Диего.
16 августа 2024 года Донован был назначен временным главным тренером клуба Национальной женской футбольной лиги «Сан-Диего Уэйв», заменив другого временного тренера Пола Бакла. 18 ноября покинул клуб.

## Личная жизнь

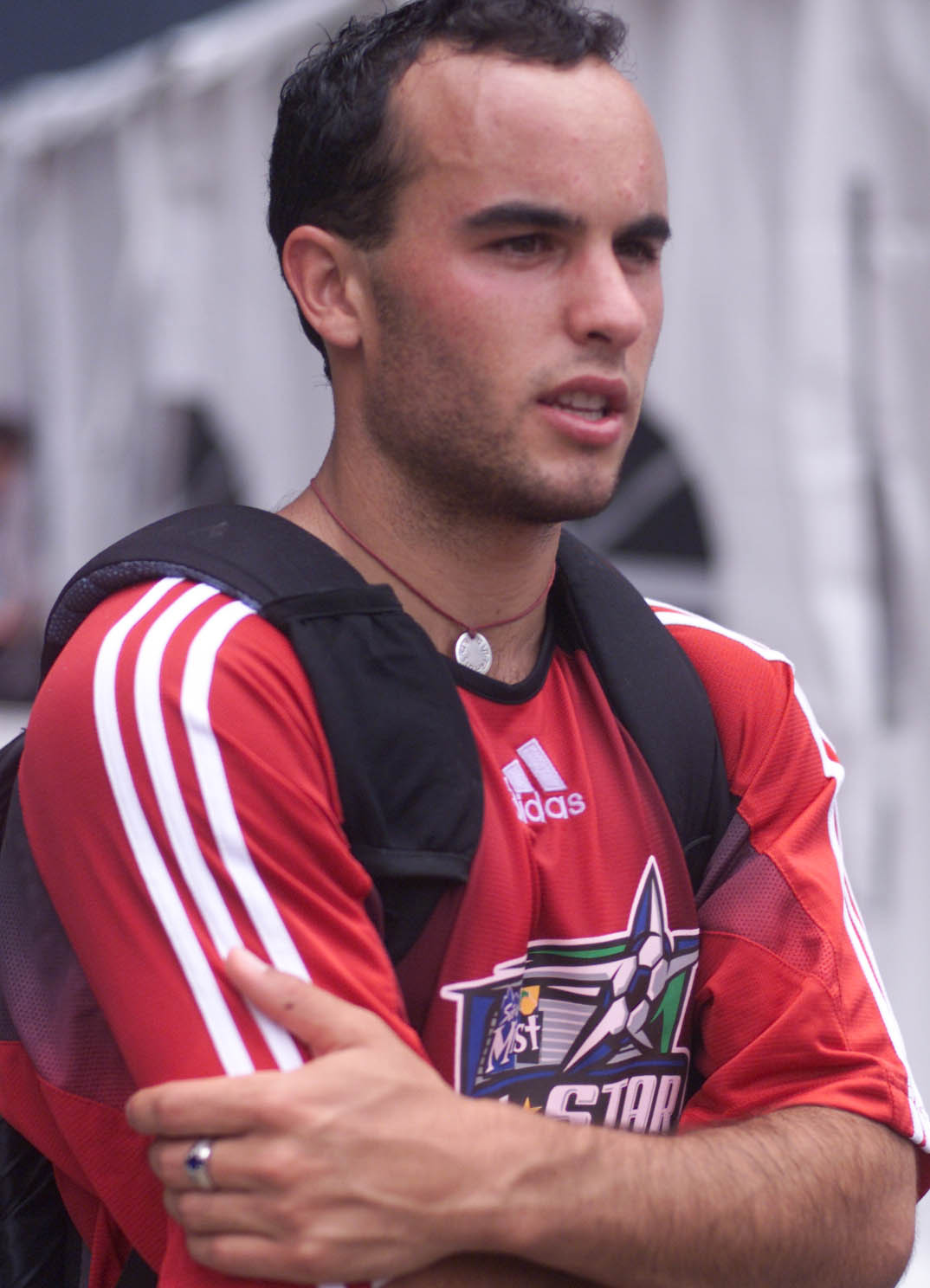
Лэндон Донован перед «Матчем всех звёзд MLS» в 2004 году

Донован женился 31 декабря 2006 года на актрисе Бьянке Кайлич. С июля 2009 года пара жила раздельно, и в декабре 2010 года развод был оформлен официально. 10 февраля 2015 года Донован объявил о помолвке со своей девушкой Хэнной Бартелл (Hannah Bartell), с которой он встречался с 2013 года. 3 мая 2015 года Донован и Бартелл поженились в городе Сан-Диего. В январе 2016 года у пары родился сын Тэлон (Talon Bartell Donovan).
Донован свободно владеет и даёт интервью на испанском языке, которому выучился в школе и во время игры за клуб «Кэл Хит», состоявший в основном из игроков латиноамериканского происхождения. Он также говорит по-немецки, так как немало времени провёл в Германии. После своего краткого пребывания в «Эвертоне» Донован объявил себя «Пожизненным эвертонцом».
14 августа 2009 года после отборочного матча чемпионата мира 2010 против сборной Мексики у Лэндона был диагностирован свиной грипп.
После того, как Донован не попал в заявку США на чемпионат мира 2014 года, он присоединился к команде ESPN в качестве студийного аналитика матчей мундиаля. В 2016 году Донован стал комментатором FOX Sports, участвовал в освещении матча США против Эквадора в рамках четвертьфинала кубка Америки столетия.
В июне 2020 года принял участие в шоу Game On!.

## Достижения

### Командные
Сборная США
- Серебряный призёр Кубка конфедераций: 2009
- Обладатель Золотого кубка КОНКАКАФ (4): 2002, 2005, 2007, 2013
- Серебряный призёр Золотого кубка КОНКАКАФ: 2011
- Бронзовый призёр Золотого кубка КОНКАКАФ: 2003
- Итого: 4 трофея

«Сан-Хосе Эртквейкс»
- Обладатель Кубка MLS (2): 2001, 2003
- Итого: 2 трофея

«Лос-Анджелес Гэлакси»
- Обладатель Кубка MLS (4): 2005, 2011, 2012, 2014
- Победитель регулярного первенства MLS (2): 2010, 2011
- Обладатель Открытого кубка США: 2005
- Финалист Кубка MLS: 2009
- Финалист Открытого кубка США: 2006
- Итого: 6 трофеев

### Личные
- Футболист года в США (4): 2003, 2004, 2009, 2010
- Молодой футболист года в США: 2000
- Лучший футболист сборной США по версии Honda (7): 2002, 2003, 2004, 2007, 2008, 2009, 2010
- Лучший футболист чемпионата мира среди юношей не старше 17 лет: 1999
- Лучший молодой игрок чемпионата мира: 2002
- Самый ценный игрок Золотого кубка КОНКАКАФ: 2013
- Символическая сборная Золотого кубка КОНКАКАФ (4): 2002, 2003, 2005, 2013
- Лучший бомбардир Золотого кубка КОНКАКАФ (3): 2003 (4 гола), 2005 (3 гола), 2013 (5 голов)
- Самый ценный игрок MLS: 2009
- Самый ценный игрок «Матча всех звёзд MLS»: 2001, 2014
- Золотая бутса MLS: 2008 (20 голов)
- Лучший гол года в MLS: 2009
- Самый ценный игрок Кубка MLS: 2003, 2011
- Символическая сборная года MLS (7): 2003, 2008, 2009, 2010, 2011, 2012, 2014
- Входит в символическую сборную MLS всех времён

### Рекорды
- Лучший бомбардир в истории сборной США: 57 голов
- Рекордсмен сборной США по количеству голов на чемпионатах мира: 5 голов
- Лучший бомбардир в истории MLS: 144 гола
- Лучший распасовщик в истории MLS: 136 голевых передач

### Приз самому ценному игроку MLS имени Донована
15 января 2015 года лига MLS назвала ежегодный приз самому ценному игроку сезона именем Лэндона Донована (англ. Landon Donovan MVP Award).

## Статистика выступлений
| Клуб                        | Сезон            | Лига | Лига | Кубки | Кубки | Кубки КОНКАКАФ / Еврокубки | Кубки КОНКАКАФ / Еврокубки | Прочие | Прочие | Итого | Итого |
| Клуб                        | Сезон            | Игры | Голы | Игры  | Голы  | Игры                       | Голы                       | Игры   | Голы   | Игры  | Голы  |
| --------------------------- | ---------------- | ---- | ---- | ----- | ----- | -------------------------- | -------------------------- | ------ | ------ | ----- | ----- |
| Байер 04 II (фарм-клуб)     | 1999/00          | 8    | 3    | 0     | 0     | -                          | -                          | 0      | 0      | 8     | 3     |
| Байер 04 II (фарм-клуб)     | 2000/01          | 20   | 6    | 1     | 0     | -                          | -                          | 0      | 0      | 21    | 6     |
| Байер 04 II (фарм-клуб)     | Итого            | 28   | 9    | 1     | 0     | 0                          | 0                          | 0      | 0      | 29    | 9     |
| Сан-Хосе Эртквейкс (аренда) | 2001             | 28   | 12   | 2     | 0     | 0                          | 0                          | 0      | 0      | 30    | 12    |
| Сан-Хосе Эртквейкс (аренда) | 2002             | 22   | 8    | 2     | 0     | 2                          | 1                          | 0      | 0      | 26    | 9     |
| Сан-Хосе Эртквейкс (аренда) | 2003             | 26   | 16   | 1     | 0     | 2                          | 1                          | 0      | 0      | 29    | 17    |
| Сан-Хосе Эртквейкс (аренда) | 2004             | 25   | 6    | 3     | 1     | 1                          | 0                          | 0      | 0      | 29    | 7     |
| Сан-Хосе Эртквейкс (аренда) | Итого            | 101  | 42   | 8     | 1     | 5                          | 2                          | 0      | 0      | 114   | 45    |
| Байер 04                    | 2004/05          | 7    | 0    | 0     | 0     | 2                          | 0                          | 0      | 0      | 9     | 0     |
| Байер 04                    | Итого            | 7    | 0    | 0     | 0     | 2                          | 0                          | 0      | 0      | 9     | 0     |
| Лос-Анджелес Гэлакси        | 2005             | 26   | 16   | 3     | 2     | 0                          | 0                          | 0      | 0      | 29    | 18    |
| Лос-Анджелес Гэлакси        | 2006             | 24   | 12   | 3     | 3     | 2                          | 1                          | 0      | 0      | 29    | 16    |
| Лос-Анджелес Гэлакси        | 2007             | 25   | 8    | 1     | 0     | 0                          | 0                          | 5      | 4      | 31    | 12    |
| Лос-Анджелес Гэлакси        | 2008             | 25   | 20   | 0     | 0     | 0                          | 0                          | 0      | 0      | 25    | 20    |
| Лос-Анджелес Гэлакси        | 2009             | 29   | 15   | 0     | 0     | 0                          | 0                          | 0      | 0      | 29    | 15    |
| Лос-Анджелес Гэлакси        | 2010             | 27   | 7    | 0     | 0     | 2                          | 0                          | 0      | 0      | 29    | 7     |
| Лос-Анджелес Гэлакси        | 2011             | 26   | 14   | 1     | 0     | 6                          | 1                          | 0      | 0      | 32    | 15    |
| Лос-Анджелес Гэлакси        | 2012             | 31   | 11   | 0     | 0     | 3                          | 1                          | 0      | 0      | 34    | 12    |
| Лос-Анджелес Гэлакси        | 2013             | 24   | 10   | 0     | 0     | 3                          | 0                          | 0      | 0      | 27    | 10    |
| Лос-Анджелес Гэлакси        | 2014             | 36   | 13   | 0     | 0     | 0                          | 0                          | 0      | 0      | 36    | 13    |
| Лос-Анджелес Гэлакси        | Итого            | 273  | 126  | 8     | 5     | 16                         | 3                          | 5      | 4      | 302   | 138   |
| Бавария (аренда)            | 2008/09          | 6    | 0    | 1     | 0     | 0                          | 0                          | 0      | 0      | 7     | 0     |
| Бавария (аренда)            | Итого            | 6    | 0    | 1     | 0     | 0                          | 0                          | 0      | 0      | 7     | 0     |
| Эвертон (аренда)            | 2009/10          | 10   | 2    | 1     | 0     | 2                          | 0                          | 0      | 0      | 13    | 2     |
| Эвертон (аренда)            | 2011/12          | 7    | 0    | 2     | 0     | 0                          | 0                          | 0      | 0      | 9     | 0     |
| Эвертон (аренда)            | Итого            | 17   | 2    | 3     | 0     | 2                          | 0                          | 0      | 0      | 22    | 2     |
| Лос-Анджелес Гэлакси        | 2016             | 9    | 1    | 0     | 0     | 0                          | 0                          | 0      | 0      | 9     | 1     |
| Лос-Анджелес Гэлакси        | Итого            | 9    | 1    | 0     | 0     | 0                          | 0                          | 0      | 0      | 9     | 1     |
| Всего за карьеру            | Всего за карьеру | 441  | 180  | 21    | 6     | 25                         | 5                          | 5      | 4      | 492   | 195   |

## Статистика в сборной
| Матчи и голы Лэндона Донована за сборную США | Матчи и голы Лэндона Донована за сборную США | Матчи и голы Лэндона Донована за сборную США | Матчи и голы Лэндона Донована за сборную США | Матчи и голы Лэндона Донована за сборную США | Матчи и голы Лэндона Донована за сборную США | Матчи и голы Лэндона Донована за сборную США |
| №                                            | Дата                                         | Место проведения                             | Соперник                                     | Счёт                                         | Голы                                         | Турнир                                       |
| -------------------------------------------- | -------------------------------------------- | -------------------------------------------- | -------------------------------------------- | -------------------------------------------- | -------------------------------------------- | -------------------------------------------- |
| 1                                            | 25 октября 2000                              | Лос-Анджелес                                 | Мексика                                      | 2:0                                          | 1                                            | Товарищеский матч                            |
| 2                                            | 27 января 2001                               | Окленд                                       | Китай                                        | 2:1                                          | -                                            | Товарищеский матч                            |
| 3                                            | 3 февраля 2001                               | Майами                                       | Колумбия                                     | 0:1                                          | -                                            | Товарищеский матч                            |
| 4                                            | 3 марта 2001                                 | Пасадина                                     | Бразилия                                     | 1:2                                          | -                                            | Товарищеский матч                            |
| 5                                            | 1 сентября 2001                              | Вашингтон                                    | Гондурас                                     | 2:3                                          | -                                            | Отборочный матч к ЧМ 2002                    |
| 6                                            | 5 сентября 2001                              | Сан-Хосе                                     | Коста-Рика                                   | 0:2                                          | -                                            | Отборочный матч к ЧМ 2002                    |
| 7                                            | 7 октября 2001                               | Фоскборо                                     | Ямайка                                       | 2:1                                          | -                                            | Отборочный матч к ЧМ 2002                    |
| 8                                            | 11 ноября 2001                               | Порт-оф-Спейн                                | Тринидад и Тобаго                            | 0:0                                          | -                                            | Отборочный матч к ЧМ 2002                    |
| 9                                            | 9 декабря 2001                               | Согвипхо                                     | Республика Корея                             | 0:1                                          | -                                            | Товарищеский матч                            |
| 10                                           | 19 января 2002                               | Пасадина                                     | Республика Корея                             | 2:1                                          | 1                                            | Золотой кубок КОНКАКАФ 2002                  |
| 11                                           | 21 января 2002                               | Пасадина                                     | Куба                                         | 1:0                                          | -                                            | Золотой кубок КОНКАКАФ 2002                  |
| 12                                           | 27 января 2002                               | Пасадина                                     | Сальвадор                                    | 4:0                                          | -                                            | Золотой кубок КОНКАКАФ 2002                  |
| 13                                           | 30 января 2002                               | Пасадина                                     | Канада                                       | 0:0                                          | -                                            | Золотой кубок КОНКАКАФ 2002                  |
| 14                                           | 2 февраля 2002                               | Пасадина                                     | Коста-Рика                                   | 2:0                                          | -                                            | Золотой кубок КОНКАКАФ 2002                  |
| 15                                           | 13 февраля 2002                              | Катания                                      | Италия                                       | 0:1                                          | -                                            | Товарищеский матч                            |
| 16                                           | 2 марта 2002                                 | Сиэтл                                        | Гондурас                                     | 4:0                                          | 2                                            | Товарищеский матч                            |
| 17                                           | 10 марта 2002                                | Бирмингем                                    | Эквадор                                      | 1:0                                          | -                                            | Товарищеский матч                            |
| 18                                           | 27 марта 2002                                | Росток                                       | Германия                                     | 2:4                                          | -                                            | Товарищеский матч                            |
| 19                                           | 3 апреля 2002                                | Денвер                                       | Мексика                                      | 1:0                                          | -                                            | Товарищеский матч                            |
| 20                                           | 17 апреля 2002                               | Дублин                                       | Ирландия                                     | 1:2                                          | -                                            | Товарищеский матч                            |
| 21                                           | 12 мая 2002                                  | Вашингтон                                    | Уругвай                                      | 2:1                                          | -                                            | Товарищеский матч                            |
| 22                                           | 16 мая 2002                                  | Ист-Ратерфорд                                | Ямайка                                       | 5:0                                          | 1                                            | Товарищеский матч                            |
| 23                                           | 19 мая 2002                                  | Фоксборо                                     | Нидерланды                                   | 0:2                                          | -                                            | Товарищеский матч                            |
| 24                                           | 5 июня 2002                                  | Сувон                                        | Португалия                                   | 3:2                                          | -                                            | Чемпионат мира 2002                          |
| 25                                           | 10 июня 2002                                 | Тэгу                                         | Южная Корея                                  | 1:1                                          | -                                            | Чемпионат мира 2002                          |
| 26                                           | 14 июня 2002                                 | Тэджон                                       | Польша                                       | 1:3                                          | 1                                            | Чемпионат мира 2002                          |
| 27                                           | 17 июня 2002                                 | Чонджу                                       | Мексика                                      | 2:0                                          | 1                                            | Чемпионат мира 2002                          |
| 28                                           | 21 июня 2002                                 | Ульсан                                       | Германия                                     | 0:1                                          | -                                            | Чемпионат мира 2002                          |
| 29                                           | 17 ноября 2002                               | Вашингтон                                    | Сальвадор                                    | 2:0                                          | -                                            | Товарищеский матч                            |
| 30                                           | 18 января 2003                               | Форт-Лодердейл                               | Канада                                       | 4:0                                          | -                                            | Товарищеский матч                            |
| 31                                           | 8 февраля 2003                               | Майами                                       | Аргентина                                    | 0:1                                          | -                                            | Товарищеский матч                            |
| 32                                           | 12 февраля 2003                              | Кингстон                                     | Ямайка                                       | 2:1                                          | -                                            | Товарищеский матч                            |
| 33                                           | 29 марта 2003                                | Сиэтл                                        | Венесуэла                                    | 2:0                                          | 1                                            | Товарищеский матч                            |
| 34                                           | 8 мая 2003                                   | Хьюстон                                      | Мексика                                      | 0:0                                          | -                                            | Товарищеский матч                            |
| 35                                           | 26 мая 2003                                  | Сан-Хосе                                     | Уэльс                                        | 2:0                                          | 1                                            | Товарищеский матч                            |
| 36                                           | 19 июня 2003                                 | Сент-Этьен                                   | Турция                                       | 1:2                                          | -                                            | Кубок конфедераций 2003                      |
| 37                                           | 21 июня 2003                                 | Лион                                         | Бразилия                                     | 0:1                                          | -                                            | Кубок конфедераций 2003                      |
| 38                                           | 23 июня 2003                                 | Лион                                         | Камерун                                      | 0:0                                          | -                                            | Кубок конфедераций 2003                      |
| 39                                           | 6 июля 2003                                  | Колумбус                                     | Парагвай                                     | 2:0                                          | 1                                            | Товарищеский матч                            |
| 40                                           | 12 июля 2003                                 | Фоксборо                                     | Сальвадор                                    | 2:0                                          | -                                            | Золотой кубок КОНКАКАФ 2003                  |
| 41                                           | 14 июля 2003                                 | Фоксборо                                     | Мартиника                                    | 2:0                                          | -                                            | Золотой кубок КОНКАКАФ 2003                  |
| 42                                           | 19 июля 2003                                 | Фоксборо                                     | Куба                                         | 5:0                                          | 4                                            | Золотой кубок КОНКАКАФ 2003                  |
| 43                                           | 23 июля 2003                                 | Майами                                       | Бразилия                                     | 1:2                                          | -                                            | Золотой кубок КОНКАКАФ 2003                  |
| 44                                           | 26 июля 2003                                 | Майами                                       | Коста-Рика                                   | 3:2                                          | -                                            | Золотой кубок КОНКАКАФ 2003                  |
| 45                                           | 18 января 2004                               | Карсон                                       | Дания                                        | 1:1                                          | 1                                            | Товарищеский матч                            |
| 46                                           | 18 февраля 2004                              | Амстердам                                    | Нидерланды                                   | 0:1                                          | -                                            | Товарищеский матч                            |
| 47                                           | 13 марта 2004                                | Майами                                       | Гаити                                        | 1:1                                          | -                                            | Товарищеский матч                            |
| 48                                           | 28 апреля 2004                               | Даллас                                       | Мексика                                      | 1:0                                          | -                                            | Товарищеский матч                            |
| 49                                           | 2 июня 2004                                  | Фоксборо                                     | Гондураса                                    | 4:0                                          | -                                            | Товарищеский матч                            |
| 50                                           | 13 июня 2004                                 | Колумбус                                     | Гренада                                      | 3:0                                          | -                                            | Отборочный матч к ЧМ 2006                    |
| 51                                           | 20 июня 2004                                 | Сент-Джорджес                                | Гренада                                      | 3:2                                          | 1                                            | Отборочный матч к ЧМ 2006                    |
| 52                                           | 11 июля 2004                                 | Чикаго                                       | Польша                                       | 1:1                                          | -                                            | Товарищеский матч                            |
| 53                                           | 18 августа 2004                              | Кингстон                                     | Ямайка                                       | 1:1                                          | -                                            | Отборочный матч к ЧМ 2006                    |
| 54                                           | 4 сентября 2004                              | Фоксборо                                     | Сальвадор                                    | 2:0                                          | 1                                            | Отборочный матч к ЧМ 2006                    |
| 55                                           | 8 сентября 2004                              | Панама                                       | Панама                                       | 1:1                                          | -                                            | Отборочный матч к ЧМ 2006                    |
| 56                                           | 9 октября 2004                               | Сан-Сальвадор                                | Сальвадор                                    | 2:0                                          | -                                            | Отборочный матч к ЧМ 2006                    |
| 57                                           | 13 октября 2004                              | Вашингтон                                    | Панама                                       | 6:0                                          | 2                                            | Отборочный матч к ЧМ 2006                    |
| 58                                           | 17 ноября 2004                               | Колумбус                                     | Ямайка                                       | 1:1                                          | -                                            | Отборочный матч к ЧМ 2006                    |
| 59                                           | 9 февраля 2005                               | Порт-оф-Спейн                                | Тринидад и Тобаго                            | 2:1                                          | -                                            | Отборочный матч к ЧМ 2006                    |
| 60                                           | 27 марта 2005                                | Мехико                                       | Мексика                                      | 1:2                                          | -                                            | Отборочный матч к ЧМ 2006                    |
| 61                                           | 30 марта 2005                                | Бирмингем                                    | Гватемала                                    | 2:0                                          | -                                            | Отборочный матч к ЧМ 2006                    |
| 62                                           | 28 мая 2005                                  | Чикаго                                       | Англия                                       | 1:2                                          | -                                            | Товарищеский матч                            |
| 63                                           | 4 июня 2005                                  | Солт-Лейк-Сити                               | Коста-Рика                                   | 3:0                                          | 2                                            | Отборочный матч к ЧМ 2006                    |
| 64                                           | 8 июня 2005                                  | Панама                                       | Панама                                       | 3:0                                          | 1                                            | Отборочный матч к ЧМ 2006                    |
| 65                                           | 7 июля 2005                                  | Сиэтл                                        | Куба                                         | 4:1                                          | 2                                            | Золотой кубок КОНКАКАФ 2005                  |
| 66                                           | 9 июля 2005                                  | Сиэтл                                        | Канада                                       | 2:0                                          | 1                                            | Золотой кубок КОНКАКАФ 2005                  |
| 67                                           | 12 июля 2005                                 | Фоксборо                                     | Коста-Рика                                   | 0:0                                          | -                                            | Золотой кубок КОНКАКАФ 2005                  |
| 68                                           | 16 июля 2005                                 | Фоксборо                                     | Ямайка                                       | 3:1                                          | -                                            | Золотой кубок КОНКАКАФ 2005                  |
| 69                                           | 21 июля 2005                                 | Ист-Ратерфорд                                | Гондурас                                     | 2:1                                          | -                                            | Золотой кубок КОНКАКАФ 2005                  |
| 70                                           | 24 июля 2005                                 | Ист-Ратерфорд                                | Панама                                       | 0:0                                          | -                                            | Золотой кубок КОНКАКАФ 2005                  |
| 71                                           | 17 августа 2005                              | Ист-Хартфорд                                 | Тринидад и Тобаго                            | 1:0                                          | -                                            | Отборочный матч к ЧМ 2006                    |
| 72                                           | 3 сентября 2005                              | Колумбус                                     | Мексика                                      | 2:0                                          | -                                            | Отборочный матч к ЧМ 2006                    |
| 73                                           | 7 сентября 2005                              | Гватемала                                    | Гватемала                                    | 0:0                                          | -                                            | Отборочный матч к ЧМ 2006                    |
| 74                                           | 22 января 2006                               | Сан-Диего                                    | Канада                                       | 0:0                                          | -                                            | Товарищеский матч                            |
| 75                                           | 29 января 2006                               | Карсон                                       | Норвегия                                     | 5:0                                          | -                                            | Товарищеский матч                            |
| 76                                           | 10 февраля 2006                              | Сан-Франциско                                | Япония                                       | 3:2                                          | -                                            | Товарищеский матч                            |
| 77                                           | 1 марта 2006                                 | Кайзерслаутерн                               | Польша                                       | 1:0                                          | -                                            | Товарищеский матч                            |
| 78                                           | 11 апреля 2006                               | Кэри                                         | Ямайка                                       | 1:1                                          | -                                            | Товарищеский матч                            |
| 79                                           | 23 мая 2006                                  | Нашвилл                                      | Марокко                                      | 0:1                                          | -                                            | Товарищеский матч                            |
| 80                                           | 26 мая 2006                                  | Кливленд                                     | Венесуэла                                    | 2:0                                          | -                                            | Товарищеский матч                            |
| 81                                           | 28 мая 2006                                  | Ист-Хартфорд                                 | Латвия                                       | 1:0                                          | -                                            | Товарищеский матч                            |
| 82                                           | 12 июня 2006                                 | Гельзенкирхен                                | Чехия                                        | 0:3                                          | -                                            | Чемпионат мира 2006                          |
| 83                                           | 17 июня 2006                                 | Кайзерслаутерн                               | Италия                                       | 1:1                                          | -                                            | Чемпионат мира 2006                          |
| 84                                           | 22 июня 2006                                 | Нюрнберг                                     | Гана                                         | 1:2                                          | -                                            | Чемпионат мира 2006                          |
| 85                                           | 20 января 2007                               | Карсон                                       | Дания                                        | 3:1                                          | 1                                            | Товарищеский матч                            |
| 86                                           | 7 февраля 2007                               | Глендейл                                     | Мексика                                      | 2:0                                          | 1                                            | Товарищеский матч                            |
| 87                                           | 25 марта 2007                                | Тампа                                        | Эквадор                                      | 3:1                                          | 3                                            | Товарищеский матч                            |
| 88                                           | 28 марта 2007                                | Фриско                                       | Гватемала                                    | 0:0                                          | -                                            | Товарищеский матч                            |
| 89                                           | 7 июня 2007                                  | Карсон                                       | Гватемала                                    | 1:0                                          | -                                            | Золотой кубок КОНКАКАФ 2007                  |
| 90                                           | 9 июня 2007                                  | Карсон                                       | Тринидад и Тобаго                            | 2:0                                          | -                                            | Золотой кубок КОНКАКАФ 2007                  |
| 91                                           | 12 июня 2007                                 | Фоксборо                                     | Сальвадор                                    | 4:0                                          | 1                                            | Золотой кубок КОНКАКАФ 2007                  |
| 92                                           | 16 июня 2007                                 | Фоксборо                                     | Панама                                       | 2:1                                          | 1                                            | Золотой кубок КОНКАКАФ 2007                  |
| 93                                           | 21 июня 2007                                 | Чикаго                                       | Канада                                       | 2:1                                          | 1                                            | Золотой кубок КОНКАКАФ 2007                  |
| 94                                           | 24 июня 2007                                 | Чикаго                                       | Мексика                                      | 2:1                                          | 1                                            | Золотой кубок КОНКАКАФ 2007                  |
| 95                                           | 22 августа 2007                              | Гётеборг                                     | Швеция                                       | 0:1                                          | -                                            | Товарищеский матч                            |
| 96                                           | 9 сентября 2007                              | Чикаго                                       | Бразилия                                     | 2:4                                          | -                                            | Товарищеский матч                            |
| 97                                           | 19 января 2008                               | Карсон                                       | Швеция                                       | 2:0                                          | 1                                            | Товарищеский матч                            |
| 98                                           | 6 февраля 2008                               | Хьюстон                                      | Мексика                                      | 2:2                                          | -                                            | Товарищеский матч                            |
| 99                                           | 26 марта 2008                                | Краков                                       | Польша                                       | 3:0                                          | -                                            | Товарищеский матч                            |
| 100                                          | 8 июня 2008                                  | Ист-Ратерфорд                                | Аргентина                                    | 0:0                                          | -                                            | Товарищеский матч                            |
| 101                                          | 15 июня 2008                                 | Карсон                                       | Барбадос                                     | 8:0                                          | 1                                            | Отборочный матч к ЧМ 2010                    |
| 102                                          | 20 августа 2008                              | Гватемала                                    | Гватемала                                    | 1:0                                          | -                                            | Отборочный матч к ЧМ 2010                    |
| 103                                          | 6 сентября 2008                              | Гавана                                       | Куба                                         | 1:0                                          | -                                            | Отборочный матч к ЧМ 2010                    |
| 104                                          | 10 сентября 2008                             | Бриджвью                                     | Тринидад и Тобаго                            | 3:0                                          | -                                            | Отборочный матч к ЧМ 2010                    |
| 105                                          | 11 октября 2008                              | Вашингтон                                    | Куба                                         | 6:1                                          | 1                                            | Отборочный матч к ЧМ 2010                    |
| 106                                          | 11 февраля 2009                              | Колумбус                                     | Мексика                                      | 2:0                                          | -                                            | Отборочный матч к ЧМ 2010                    |
| 107                                          | 28 марта 2009                                | Сан-Сальвадор                                | Сальвадор                                    | 2:2                                          | -                                            | Отборочный матч к ЧМ 2010                    |
| 108                                          | 1 апреля 2009                                | Нашвилл                                      | Тринидад и Тобаго                            | 3:0                                          | -                                            | Отборочный матч к ЧМ 2010                    |
| 109                                          | 3 июня 2009                                  | Сан-Хосе                                     | Коста-Рика                                   | 1:3                                          | 1                                            | Отборочный матч к ЧМ 2010                    |
| 110                                          | 6 июня 2009                                  | Чикаго                                       | Гондурас                                     | 2:1                                          | 1                                            | Отборочный матч к ЧМ 2010                    |
| 111                                          | 15 июня 2009                                 | Претория                                     | Италия                                       | 1:3                                          | 1                                            | Кубок конфедераций 2009                      |
| 112                                          | 18 июня 2009                                 | Претория                                     | Бразилия                                     | 0:3                                          | -                                            | Кубок конфедераций 2009                      |
| 113                                          | 21 июня 2009                                 | Рюстенбург                                   | Египет                                       | 3:0                                          | -                                            | Кубок конфедераций 2009                      |
| 114                                          | 24 июня 2009                                 | Блумфонтейн                                  | Испания                                      | 2:0                                          | -                                            | Кубок конфедераций 2009                      |
| 115                                          | 28 июня 2009                                 | Йоханнесбург                                 | Бразилия                                     | 2:3                                          | 1                                            | Кубок конфедераций 2009                      |
| 116                                          | 12 августа 2009                              | Мехико                                       | Мексика                                      | 1:2                                          | -                                            | Отборочный матч к ЧМ 2010                    |
| 117                                          | 5 сентября 2009                              | Санди                                        | Сальвадор                                    | 2:1                                          | -                                            | Отборочный матч к ЧМ 2010                    |
| 118                                          | 9 сентября 2009                              | Порт-оф-Спейн                                | Тринидад и Тобаго                            | 1:0                                          | -                                            | Отборочный матч к ЧМ 2010                    |
| 119                                          | 10 октября 2009                              | Сан-Педро-Сула                               | Гондурас                                     | 3:2                                          | 1                                            | Отборочный матч к ЧМ 2010                    |
| 120                                          | 14 октября 2009                              | Вашингтон                                    | Коста-Рика                                   | 2:2                                          | -                                            | Отборочный матч к ЧМ 2010                    |
| 121                                          | 3 марта 2010                                 | Амстердам                                    | Нидерланды                                   | 1:2                                          | -                                            | Товарищеский матч                            |
| 122                                          | 29 мая 2010                                  | Филадельфия                                  | Турция                                       | 2:1                                          | -                                            | Товарищеский матч                            |
| 123                                          | 5 июня 2010                                  | Рудепурт                                     | Австралия                                    | 3:1                                          | -                                            | Товарищеский матч                            |
| 124                                          | 12 июня 2010                                 | Рюстенбург                                   | Англия                                       | 1:1                                          | -                                            | Чемпионат мира 2010                          |
| 125                                          | 18 июня 2010                                 | Йоханнесбург                                 | Словения                                     | 2:2                                          | 1                                            | Чемпионат мира 2010                          |
| 126                                          | 23 июня 2010                                 | Претория                                     | Алжир                                        | 1:0                                          | 1                                            | Чемпионат мира 2010                          |
| 127                                          | 26 июня 2010                                 | Рюстенбург                                   | Гана                                         | 1:2                                          | 1                                            | Чемпионат мира 2010                          |
| 128                                          | 10 августа 2010                              | Ист-Ратерфорд                                | Бразилия                                     | 0:2                                          | -                                            | Товарищеский матч                            |
| 129                                          | 26 марта 2011                                | Ист-Ратерфорд                                | Аргентина                                    | 1:1                                          | -                                            | Товарищеский матч                            |
| 130                                          | 29 марта 2011                                | Нашвилл                                      | Парагвай                                     | 0:1                                          | -                                            | Товарищеский матч                            |
| 131                                          | 7 июня 2011                                  | Детройт                                      | Канада                                       | 2:0                                          | -                                            | Золотой кубок КОНКАКАФ 2011                  |
| 132                                          | 11 июня 2011                                 | Тампа                                        | Панама                                       | 1:2                                          | -                                            | Золотой кубок КОНКАКАФ 2011                  |
| 133                                          | 14 июня 2011                                 | Канзас-Сити                                  | Гваделупа                                    | 1:0                                          | -                                            | Золотой кубок КОНКАКАФ 2011                  |
| 134                                          | 19 июня 2011                                 | Вашингтон                                    | Ямайка                                       | 2:0                                          | -                                            | Золотой кубок КОНКАКАФ 2011                  |
| 135                                          | 22 июня 2011                                 | Хьюстон                                      | Панама                                       | 1:0                                          | -                                            | Золотой кубок КОНКАКАФ 2011                  |
| 136                                          | 25 июня 2011                                 | Пасадина                                     | Мексика                                      | 2:4                                          | 1                                            | Золотой кубок КОНКАКАФ 2011                  |
| 137                                          | 10 августа 2011                              | Филадельфия                                  | Мексика                                      | 1:1                                          | -                                            | Товарищеский матч                            |
| 138                                          | 2 сентября 2011                              | Карсон                                       | Коста-Рика                                   | 0:1                                          | -                                            | Товарищеский матч                            |
| 139                                          | 26 мая 2012                                  | Джексонвилл                                  | Шотландия                                    | 5:1                                          | 3                                            | Товарищеский матч                            |
| 140                                          | 31 мая 2012                                  | Лендовер                                     | Бразилия                                     | 1:4                                          | -                                            | Товарищеский матч                            |
| 141                                          | 4 июня 2012                                  | Торонто                                      | Канада                                       | 0:0                                          | -                                            | Товарищеский матч                            |
| 142                                          | 8 июня 2012                                  | Тампа                                        | Антигуа и Барбуды                            | 3:1                                          | -                                            | Отборочный матч к ЧМ 2014                    |
| 143                                          | 12 июня 2012                                 | Гватемала                                    | Гватемала                                    | 1:1                                          | -                                            | Отборочный матч к ЧМ 2014                    |
| 144                                          | 16 августа 2012                              | Мехико                                       | Мексика                                      | 1:0                                          | -                                            | Товарищеский матч                            |
| 145                                          | 6 июля 2013                                  | Сан-Диего                                    | Гватемала                                    | 6:0                                          | 2                                            | Товарищеский матч                            |
| 146                                          | 10 июля 2013                                 | Портленд                                     | Белиз                                        | 6:1                                          | 1                                            | Золотой кубок КОНКАКАФ 2013                  |
| 147                                          | 13 июля 2013                                 | Санди                                        | Куба                                         | 4:1                                          | 1                                            | Золотой кубок КОНКАКАФ 2013                  |
| 148                                          | 17 июля 2013                                 | Хартфорд                                     | Коста-Рика                                   | 1:0                                          | -                                            | Золотой кубок КОНКАКАФ 2013                  |
| 149                                          | 21 июля 2013                                 | Балтимор                                     | Сальвадор                                    | 5:1                                          | 1                                            | Золотой кубок КОНКАКАФ 2013                  |
| 150                                          | 25 июля 2013                                 | Арлингтон                                    | Гондурас                                     | 3:1                                          | 2                                            | Золотой кубок КОНКАКАФ 2013                  |
| 151                                          | 28 июля 2013                                 | Чикаго                                       | Панама                                       | 1:0                                          | -                                            | Золотой кубок КОНКАКАФ 2013                  |
| 152                                          | 7 сентября 2013                              | Сан-Хосе                                     | Коста-Рика                                   | 1:3                                          | -                                            | Отборочный матч к ЧМ 2014                    |
| 153                                          | 11 сентября 2013                             | Коламбус                                     | Мексика                                      | 2:0                                          | 1                                            | Отборочный матч к ЧМ 2014                    |
| 154                                          | 12 октября 2013                              | Канзас-Сити                                  | Ямайка                                       | 2:0                                          | -                                            | Отборочный матч к ЧМ 2014                    |
| 155                                          | 2 февраля 2014                               | Карсон                                       | Южная Корея                                  | 2:0                                          | -                                            | Товарищеский матч                            |
| 156                                          | 3 апреля 2014                                | Глендейл                                     | Мексика                                      | 2:2                                          | -                                            | Товарищеский матч                            |
| 157                                          | 11 октября 2014                              | Ист-Хартфорд                                 | Эквадор                                      | 1:1                                          | -                                            | Товарищеский матч                            |

Итого: 157 матчей / 57 голов; 92 победы, 28 ничьих, 37 поражений.
| Сводная статистика матчей и голов Лэндона Донована за сборную США | Сводная статистика матчей и голов Лэндона Донована за сборную США | Сводная статистика матчей и голов Лэндона Донована за сборную США | Сводная статистика матчей и голов Лэндона Донована за сборную США | Сводная статистика матчей и голов Лэндона Донована за сборную США | Сводная статистика матчей и голов Лэндона Донована за сборную США | Сводная статистика матчей и голов Лэндона Донована за сборную США | Сводная статистика матчей и голов Лэндона Донована за сборную США | Сводная статистика матчей и голов Лэндона Донована за сборную США | Сводная статистика матчей и голов Лэндона Донована за сборную США | Сводная статистика матчей и голов Лэндона Донована за сборную США | Сводная статистика матчей и голов Лэндона Донована за сборную США | Сводная статистика матчей и голов Лэндона Донована за сборную США |
| Год                                                               | Финальные матчи ЧМ                                                | Финальные матчи ЧМ                                                | Матчи Кубка конфедераций                                          | Матчи Кубка конфедераций                                          | Матчи Золотого кубка                                              | Матчи Золотого кубка                                              | Отборочные матчи ЧМ                                               | Отборочные матчи ЧМ                                               | Товарищеские матчи                                                | Товарищеские матчи                                                | Итого                                                             | Итого                                                             |
| Год                                                               | Игры                                                              | Голы                                                              | Игры                                                              | Голы                                                              | Игры                                                              | Голы                                                              | Игры                                                              | Голы                                                              | Игры                                                              | Голы                                                              | Игры                                                              | Голы                                                              |
| ----------------------------------------------------------------- | ----------------------------------------------------------------- | ----------------------------------------------------------------- | ----------------------------------------------------------------- | ----------------------------------------------------------------- | ----------------------------------------------------------------- | ----------------------------------------------------------------- | ----------------------------------------------------------------- | ----------------------------------------------------------------- | ----------------------------------------------------------------- | ----------------------------------------------------------------- | ----------------------------------------------------------------- | ----------------------------------------------------------------- |
| 2000                                                              | 0                                                                 | 0                                                                 | 0                                                                 | 0                                                                 | 0                                                                 | 0                                                                 | 0                                                                 | 0                                                                 | 1                                                                 | 1                                                                 | 1                                                                 | 1                                                                 |
| 2001                                                              | 0                                                                 | 0                                                                 | 0                                                                 | 0                                                                 | 0                                                                 | 0                                                                 | 4                                                                 | 0                                                                 | 4                                                                 | 0                                                                 | 8                                                                 | 0                                                                 |
| 2002                                                              | 5                                                                 | 2                                                                 | 0                                                                 | 0                                                                 | 5                                                                 | 1                                                                 | 0                                                                 | 0                                                                 | 10                                                                | 3                                                                 | 20                                                                | 6                                                                 |
| 2003                                                              | 0                                                                 | 0                                                                 | 3                                                                 | 0                                                                 | 5                                                                 | 4                                                                 | 0                                                                 | 0                                                                 | 7                                                                 | 3                                                                 | 15                                                                | 7                                                                 |
| 2004                                                              | 0                                                                 | 0                                                                 | 0                                                                 | 0                                                                 | 0                                                                 | 0                                                                 | 8                                                                 | 4                                                                 | 6                                                                 | 1                                                                 | 14                                                                | 5                                                                 |
| 2005                                                              | 0                                                                 | 0                                                                 | 0                                                                 | 0                                                                 | 6                                                                 | 3                                                                 | 8                                                                 | 3                                                                 | 1                                                                 | 0                                                                 | 15                                                                | 6                                                                 |
| 2006                                                              | 3                                                                 | 0                                                                 | 0                                                                 | 0                                                                 | 0                                                                 | 0                                                                 | 0                                                                 | 0                                                                 | 8                                                                 | 0                                                                 | 11                                                                | 0                                                                 |
| 2007                                                              | 0                                                                 | 0                                                                 | 0                                                                 | 0                                                                 | 6                                                                 | 4                                                                 | 0                                                                 | 0                                                                 | 6                                                                 | 5                                                                 | 12                                                                | 9                                                                 |
| 2008                                                              | 0                                                                 | 0                                                                 | 0                                                                 | 0                                                                 | 0                                                                 | 0                                                                 | 5                                                                 | 2                                                                 | 4                                                                 | 1                                                                 | 9                                                                 | 3                                                                 |
| 2009                                                              | 0                                                                 | 0                                                                 | 5                                                                 | 2                                                                 | 0                                                                 | 0                                                                 | 10                                                                | 3                                                                 | 0                                                                 | 0                                                                 | 15                                                                | 5                                                                 |
| 2010                                                              | 4                                                                 | 3                                                                 | 0                                                                 | 0                                                                 | 0                                                                 | 0                                                                 | 0                                                                 | 0                                                                 | 4                                                                 | 0                                                                 | 8                                                                 | 3                                                                 |
| 2011                                                              | 0                                                                 | 0                                                                 | 0                                                                 | 0                                                                 | 6                                                                 | 1                                                                 | 0                                                                 | 0                                                                 | 4                                                                 | 0                                                                 | 10                                                                | 1                                                                 |
| 2012                                                              | 0                                                                 | 0                                                                 | 0                                                                 | 0                                                                 | 0                                                                 | 0                                                                 | 2                                                                 | 0                                                                 | 4                                                                 | 3                                                                 | 6                                                                 | 3                                                                 |
| 2013                                                              | 0                                                                 | 0                                                                 | 0                                                                 | 0                                                                 | 6                                                                 | 5                                                                 | 3                                                                 | 1                                                                 | 1                                                                 | 2                                                                 | 11                                                                | 8                                                                 |
| 2014                                                              | 0                                                                 | 0                                                                 | 0                                                                 | 0                                                                 | 0                                                                 | 0                                                                 | 0                                                                 | 0                                                                 | 3                                                                 | 0                                                                 | 3                                                                 | 0                                                                 |
| Итого                                                             | 12                                                                | 5                                                                 | 8                                                                 | 2                                                                 | 34                                                                | 18                                                                | 40                                                                | 13                                                                | 63                                                                | 19                                                                | 157                                                               | 57                                                                |